# رشيشة طومسون
رشيشة طومسون هي رشيشة أمريكية اخترعها جون تي. طومسون لأول مرة في 1918 خلال الحرب العالمية الأولى والذي أصبح سيئ الصيت خلال عصر الحظر، كونه سلاحاً رمزياً للعديد من عصابات الجريمة المنظمة في الولايات المتحدة. وكان مشهده مألوفاً في وسائل الإعلام في ذلك الوقت حيث استخدمه كل من ضباط إنفاذ القانون والمجرمين. كان رشاش طومسون معروفاً أيضاً بشكل غير رسمي باسم «بندقية طومي» و«كانس الشوارع» و«المبيد» و«آلة شيكاغو الكاتبة» و«مكنسة الخندق» و«رشاش شيكاغو» و«بيانو شيكاغو» و«طريقة شيكاغو»، «مطحنة أرغن شيكاغو» أو «بندقية الطبلة» أو «المروحية» أو «طومي الصغير» أو ببساطة «طومسون».